# Nouveau Départ
Pour plus de détails, voir Fiche technique et Distribution.
Nouveau Départ (We Bought a Zoo ; Nous avons acheté un zoo au Québec) est un film américain du réalisateur Cameron Crowe, sorti en 2011. Les acteurs Matt Damon, Thomas Haden Church, Colin Ford, Scarlett Johansson, Patrick Fugit et Elle Fanning sont à l'affiche du film. Le film se base sur les mémoires de Benjamin Mee qui racheta le Dartmoor Zoological Park, où 200 animaux exotiques sont menacés d'extinction, en Angleterre ; Benjamin Mee et sa famille font une apparition dans le film, lors de l'ouverture du zoo.

## Synopsis
Veuf depuis peu, Benjamin Mee (Matt Damon) décide de refaire sa vie en achetant une grande maison avec un zoo. Bien que réticent à prendre soin d'un tel établissement avec ses animaux, il s'engage à faire un essai, ce qui ravit sa fille de sept ans, Rosie (Maggie Elizabeth Jones), mais oblige son fils de quatorze ans, Dylan (Colin Ford), à s'éloigner de ses amis. Le frère de Benjamin, Duncan (Thomas Haden Church), tente par ailleurs de le dissuader en l'avertissant des difficultés.
Le personnel du zoo, conduit par le gardien en chef, Kelly (Scarlett Johansson), aide Benjamin à lancer la rénovation du zoo. Les problèmes financiers se font vite sentir, et le moral des travailleurs baisse, craignant la vente de la propriété. Pendant ce temps, Dylan se lie d'amitié avec Lily (Elle Fanning), la jeune cousine de Kelly, qui tombe amoureuse de lui. Quand elle évoque la possibilité de son départ, que pourrait provoquer l'échec de l'entreprise de son père, il est fou de joie à l'idée de revenir à la ville pour revoir ses amis et parce qu'il n'a jamais tellement aimé ce projet de zoo, mais cette réaction la blesse parce qu'elle commençait à avoir des sentiments pour lui.
Walt Ferris, l'inspecteur chargé de s'assurer que le zoo est aux normes avant la réouverture, déclare à Benjamin que plusieurs aménagements sont nécessaires. Ces derniers coûteront cent mille dollars. Heureusement, Benjamin découvre que sa défunte épouse lui a laissé un compte de placement avec l'instruction d'utiliser l'argent à bon escient tout en écoutant son cœur. Bien que cette nouvelle relève le moral des travailleurs du zoo, Dylan est malheureux de devoir rester. Il affronte son père, et une violente dispute s'ensuit. Ils se réconcilient le lendemain matin, et Dylan avoue que Lily lui manque. Benjamin dit à son fils que dans la vie « vingt secondes de courage sont parfois nécessaires », précepte que lui a appris Duncan, et que Benjamin a appliqué le jour où il a rencontré sa future femme.
Walt Ferris vient réinspecter le zoo, et donne son accord. Mais le pire orage depuis plus de cent ans menace l'ouverture officielle du zoo le 7 juillet, et bien que le temps s'améliore, tout le monde est déçu quand les visiteurs n'arrivent pas. On apprend toutefois qu'un arbre tombé sur la route a empêché les gens d'arriver aux abords du zoo. L'obstacle est levé et c'est alors que le zoo est rempli de visiteurs. Victimes de leur succès, Kelly et Benjamin vont dans un kiosque pour récupérer d'autres billeteries, c'est alors qu'ils s'embrassent.
À la fin, Benjamin emmène ses enfants à l'endroit où il a rencontré leur mère, expliquant que c'était l'endroit et le moment de leur vie où ils sont devenus une « possibilité ». Ils sentent que leur mère est là, avec eux.

## Fiche technique
- Titre original : We Bought a Zoo
- Titre français : Nouveau Départ[1]
- Titre québécois : Nous avons acheté un zoo
- Réalisation : Cameron Crowe
- Scénario : Aline Brosh McKenna et Cameron Crowe, d'après l'autobiographie We Bought a Zoo de Benjamin Mee
- Direction artistique : Peter Borck et Domenic Silvestri
- Décors : Clay A. Griffith
- Costumes : Deborah Lynn Scott
- Photographie : Rodrigo Prieto
- Montage : Mark Livolsi
- Musique : Jón Þór Birgisson
- Production : Julie Yorn

Coproducteurs : Paul Deason, Marc Gordon et Aldric La'auli Porter
Productrice déléguée : Ilona Herzberg
Producteurs associés : Jeffrey Harlacker et Michelle Panek
- Sociétés de production : 20th Century Fox, LBI Entertainment et Vinyl Films
- Société(s) de distribution :
- Budget : 50 millions de dollarsUS
- Pays d'origine :  États-Unis
- Langue originale : anglais
- Format : Couleur - 1,85 : 1
- Genre cinématographique : Comédie dramatique
- Durée : 123 minutes
- Dates de sortie :

États-Unis : 23 décembre 2011
France : 18 avril 2012

## Distribution

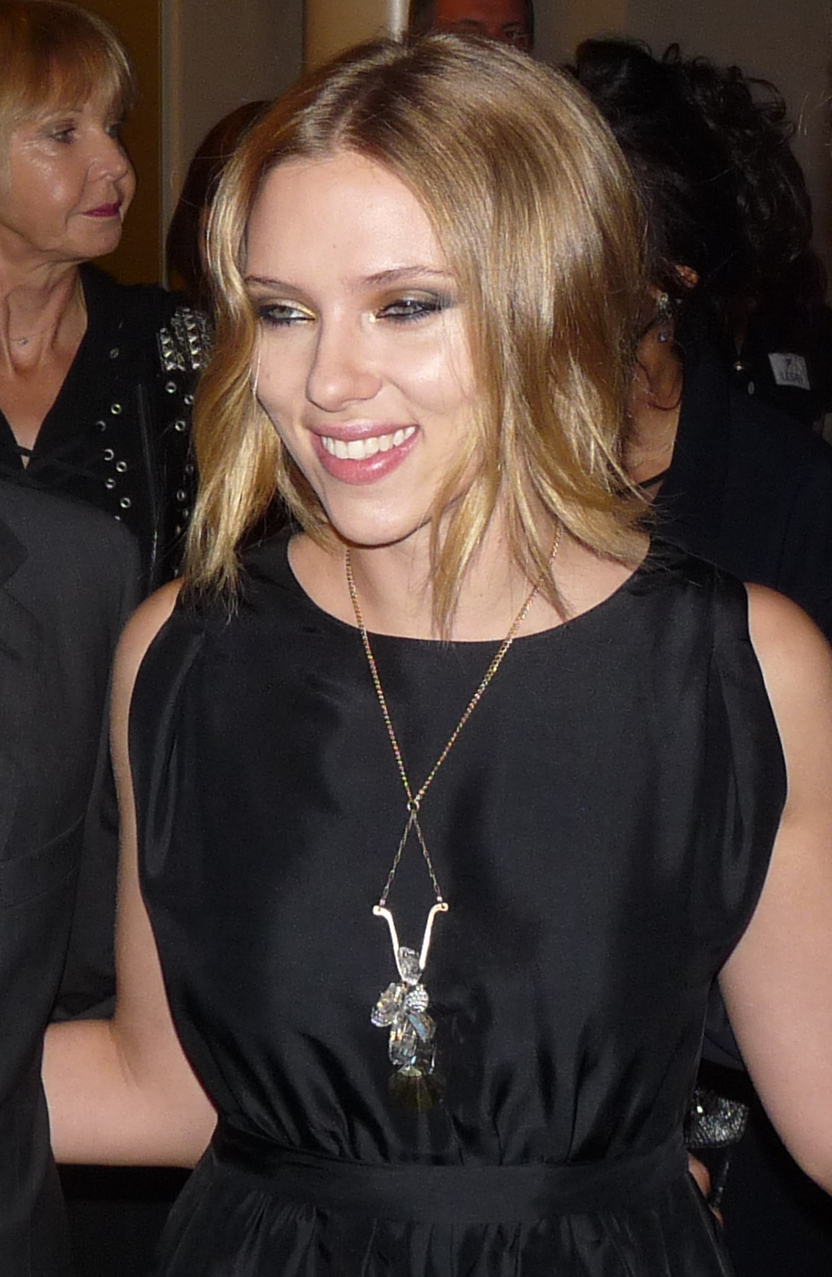
Scarlett Johansson.

Source et légende : Version française (V. F.), et Version québécoise (V. Q.)
- Matt Damon (VF : Damien Boisseau ; VQ  : Gilbert Lachance) : Benjamin Mee
- Scarlett Johansson (VF : Julia Vaidis-Bogard ; VQ : Camille Cyr-Desmarais) : Kelly Foster, la gardienne du zoo
- Thomas Haden Church (VF : Éric Herson-Macarel ; VQ : Stéphane Rivard) : Duncan Mee, le frère aîné de Benjamin
- Colin Ford (VF : Louis Dussol ; VQ : Alexis Plante) : Dylan Mee, le fils de Benjamin
- Maggie Elizabeth Jones (VF : Issia Lorrain ; VQ : Noémie P. Charbonneau) : Rosie Mee, la fille de Benjamin, sœur cadette de Dylan
- Angus MacFadyen (VF : Jérôme Pauwels ; VQ : Alain Zouvi) : Peter MacCready, bouillant employé du zoo, ennemi de Walter Ferris
- Elle Fanning (VF : Éloïse Brannens ; VQ : Juliette Mondoux) : Lily
- John Michael Higgins (VF :  Arnaud Bedouet ; VQ : Antoine Durand) : Walter Ferris, l'inspecteur de zoos
- Patrick Fugit (VQ : Martin Watier) : Robin Jones
- Carla Gallo (VF : Chantal Baroin) : Rhonda Blair
- J.B. Smoove (VF : Sidney Kotto ; VQ : Thiéry Dubé) : M. Stevens
- Peter Riegert (VF : Patrick Bonnel ; VQ : Manuel Tadros) : Delbert McGinty
- Kym Whitley (en) : la caissière du supermarché
- Stephanie Szostak : Katherine Mee, la femme de Benjamin[5]
- Dustin Ybarra (VF : David Dos Santos) : Nathan
- Benjamin Mee et ses 2 enfants : Figurant à la fin du film

## Bande originale
| 1.  | Why Not?             | Jónsi                  | Titre inédit                        |  |
| 2.  | ævin Endar           | Jónsi                  | Titre chanté inédit                 |  |
| 3.  | Boy Lilikoi          | Jónsi                  | Extrait de l'album Go               |  |
| 4.  | Sun                  | Jónsi                  | Titre inédit                        |  |
| 5.  | Brambles             | Jónsi                  | Titre inédit                        |  |
| 6.  | Sinking Friendships  | Jónsi                  | Extrait de l'album Go               |  |
| 7.  | We Bought A Zoo      | Jónsi                  | Titre inédit                        |  |
| 8.  | Hoppípolla           | Sigur Rós              | Extrait de l'album Takk…            |  |
| 9.  | Snærisendar          | Jónsi                  | Titre inédit                        |  |
| 10. | Sink Ships           | Jónsi                  | Remix inédit de Sinking Friendships |  |
| 11. | Go Do                | Jónsi                  | Extrait de l'album Go               |  |
| 12. | Whole Made Of Pieces | Jónsi                  | Titre inédit                        |  |
| 13. | Humming              | Jónsi                  | Titre inédit                        |  |
| 14. | First Day            | Jónsi                  | Titre inédit                        |  |
| 15. | Gathering Stories    | Jónsi et Cameron Crowe | Titre chanté inédit                 |  |

## Box-office
Le film est un véritable succès au box-office puisque avec un budget de 50 millions de dollars, au bout de 8 semaines à l'affiche, il permet de remporter 241 millions de dollars, soit 5 fois le budget de départ. 